# Carlos Prieto Gómez
Carlos Prieto Gómez (Barcelona, 26 de octubre de 1975) es un político y, actualmente, Delegado del Gobierno de España en Cataluña desde el 28 de marzo de 2023.
Anteriormente ejerció como Subdelegado del Gobierno de España en Barcelona entre 2019 y 2023. Miembro del Partido de los Socialistas de Cataluña (PSC), actualmente ocupa el cargo de secretario de acción electoral.

## Formación académica
Licenciado en Pedagogía por la Universidad de Barcelona. Ha completado estudios de extensión universitaria y posgrados en el Instituto de Formación Continua de la Universidad Pompeu Fabra y en ESADE, lo que refleja su interés por la formación especializada en gestión pública y administración. 

## Trayectoria profesional en la administración pública
Es funcionario de la Diputación de Barcelona, ha trabajado en la Dirección de Recursos Humanos y ha desarrollado diferentes funciones en el Área de Presidencia.
Ha sido Coordinador de Programas Intersectoriales y Territorio en el Área de Gobierno, Coordinador de la Vicepresidencia Primera, Director de Acción Local e Institucional de la Presidencia y Comisionado del Presidente para la Acción Local e Institucional. 

## Cargos políticos y representación institucional

### Subdelegado del Gobierno en Barcelona (2019-2023)
El 1 de julio de 2019, fue nombrado Subdelegado del Gobierno en la provincia de Barcelona, cargo que ocupó hasta su ascenso a Delegado del Gobierno en 2023. Durante este período, representó al Gobierno de España en diversos órganos colegiados, tales como Subdelegado del Gobierno en Barcelona, ha participado en diversos órganos colegiados en representación del Gobierno, tales como el Consejo de Administración de la Autoridad del Transporte Metropolitano de Mercabarna, el Consejo Rector 112, el Patronato de la Fundación de la Montaña de Montserrat y del Consejo de Seguridad de Cataluña.
```
[
4
]
```

Ha sido miembro del Consejo de Administración de Fomento de Ciudad SA, sociedad municipal adscrita a la Gerencia Municipal del Ayuntamiento de Barcelona.

### Delegado del Gobierno en Cataluña (2023-actualidad)
El 28 de marzo de 2023, fue nombrado Delegado del Gobierno en Cataluña mediante el Real Decreto 216/2023, sucediendo a María Eugènia Gay. En este cargo, actúa como máximo representante del Gobierno de España en la comunidad autónoma, coordinando las políticas estatales y garantizando el cumplimiento de la Constitución y las leyes.
Participación en el PSC y otras entidades
Ha estado vinculado al Partido de los Socialistas de Cataluña (PSC), donde ejerció como Secretario de Acción Electoral. Además, forma parte de la Fundación Rafael Campalans y la Fundación Jóvenes, Educación y Sociedad.